# Lututów (gmina)
Lututów – gmina miejsko-wiejska w województwie łódzkim, w powiecie wieruszowskim. W latach 1975–1998 gmina położona była w województwie sieradzkim. Większość gminy Lututów leży w historycznej ziemi wieluńskiej, natomiast północna część gminy (Zygmuntów, Jeżopole, Dębina, Kopaniny, Popielina, Niemojew, Józefina, Kluski) leży w ziemi sieradzkiej. 
Siedzibą gminy jest Lututów, miasto od 1 stycznia 2020 r.
30 czerwca 2004 gminę zamieszkiwało 4827 osób. Natomiast według danych z 31 grudnia 2019 roku gminę zamieszkiwało 4596 osób.

## O gminie
Za Królestwa Polskiego gmina należała do powiatu wieluńskiego w guberni kaliskiej. 19 maja?/31 maja 1870 do gminy przyłączono pozbawiony praw miejskich Lututów.
Gmina Lututów jest gminą typowo rolniczą, z przewagą gospodarstw indywidualnych. Dominuje produkcja wielokierunkowa, bez wyraźnej specjalizacji. Jest to region uprawy głównie zboża, zwłaszcza żyta, pszenicy i jęczmienia. Produkcja zwierzęca oparta jest na hodowli bydła mięsnego i loch. Rozwija się także pszczelarstwo.
W północnej części gminy, na obrzeżach Lasu Klonowskiego (SMOK) położone jest, na granicy z Gminą Klonowa, jezioro Ług.

## Struktura powierzchni
Według danych z roku 2002 gmina Lututów ma obszar 75,13 km², w tym:
- użytki rolne: 83%
- użytki leśne: 12%

Gmina stanowi 13,04% powierzchni powiatu.

## Demografia

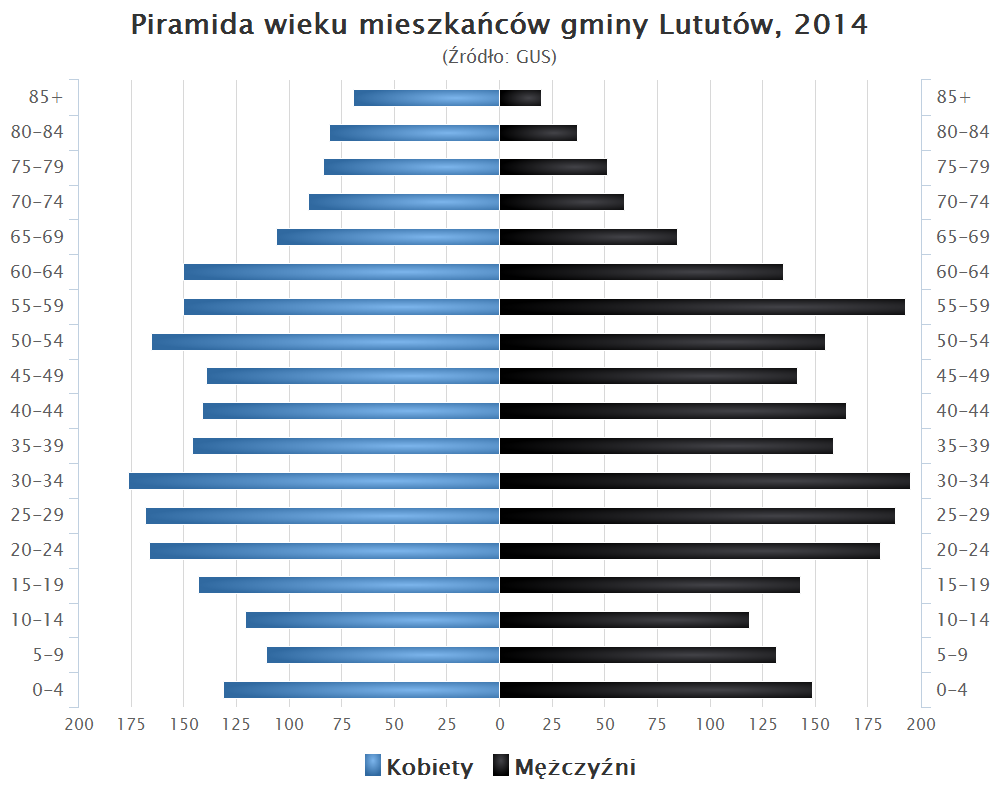
Piramida wieku mieszkańców gminy Lututów w 2014 roku

Dane z 30 czerwca 2004:
| Opis                              | Ogółem | Ogółem | Kobiety | Kobiety | Mężczyźni | Mężczyźni |
| --------------------------------- | ------ | ------ | ------- | ------- | --------- | --------- |
| jednostka                         | osób   | %      | osób    | %       | osób      | %         |
| populacja                         | 4827   | 100    | 2443    | 50,6    | 2384      | 49,4      |
| gęstość zaludnienia (mieszk./km²) | 64,2   | 64,2   | 32,5    | 32,5    | 31,7      | 31,7      |

## Sąsiednie gminy
Biała, Czarnożyły, Galewice, Klonowa, Ostrówek, Sokolniki, Złoczew